# Marcello Musto
Marcello Musto (Nàpols, 14 d'abril de 1976) és un politòleg italià i professor de Sociologia i Teoria Política a la Universitat de York.

## Trajectòria
L'obra de Musto se centra en l'anàlisi del pensament de Karl Marx, la seva rellevància actual i el marxisme. Els seus interessos d'investigació també inclouen la història del pensament socialista, les teories de l'alienació i les crisis econòmiques. Els seus llibres, articles i capítols en volums col·lectius (més de 100) han estat publicats en 16 idiomes.
Col·labora habitualment a L'Unità i és membre dels consells editorials de les revistes La Pensée (estat francès), Critica Marxista (Itàlia), Socialism and Democracy (EUA), Herramienta (Argentina), Marxism 21 (Corea del Sud) i Register of Critical Theory of Society (Xina). També escriu ocasionalment al diari indi The Statesman.
La seva col·lecció Karl Marx’s Grundrisse: Foundations of the Critique of Political Economy 150 Years Later ha estat traduïda a tres idiomes i ha rebut una atenció acadèmica significativa. La seva monografia Ripensare Marx e i marxismi. Studi e saggi ha estat ressenyada favorablement en diversos diaris italians.
El 1998, Musto va ser arrestat i detingut durant tres dies per les autoritats turques a Diyarbakir, durant la celebració de l'any nou kurd, el Newroz. Segons el diari Sabah, l'any 2000 el seu nom va ser inclòs en una llista negra, compilada pel Ministeri de l'Interior turc, de 56 diputats internacionals, periodistes i activistes polítics que tenien prohibida l'entrada a Turquia.

## Obra publicada
- 2005: Sulle tracce di un fantasma. L'opera di Karl Marx tra filologia e filosofia, Rome: Manifestolibri.

- 2008: Karl Marx’s Grundrisse. Foundations of the Critique of Political Economy 150 Years Later, London/New York: Routledge, Hardback.

- 2010: Karl Marx: L’alienazione, Rome: Donzelli.
- 2010: Karl Marx: Introduzione alla critica dell'economia politica, Macerata: Quodlibet.
- 2011: Ripensare Marx e i marxismi. Studi e saggi, Rome: Carocci.
- 2012: Marx for Today, London/New York: Routledge.
- 2018: Another Marx: Early Manuscripts to the International, London, New York. ISBN 978-1-47427-339-8.
- 2020: The last years of Karl Marx, 1881-1883: an intellectual biography. Stanford University Press. ISBN 978-1-5036-1253-2. [trad: Aurora Ballester, L'últim Marx, Tigre de Paper Edicions, 2021. ISBN 978-84-16855-94-0].
- 2020: The Marx revival: key concepts and new interpretations. Cambridge University Press. ISBN 978-1-316-33890-2. [trad: Lourdes Bigorra, Tigre de Paper Edicions, 2022. ISBN 978-84-18705-40-3].[11]
- 2023: Karl Marx. Biografia intel·lectual i política (1857-1883), Manresa: Tigre de Paper Edicions. ISBN 978-84-18705-56-4